# Behörde für Kultur und Medien

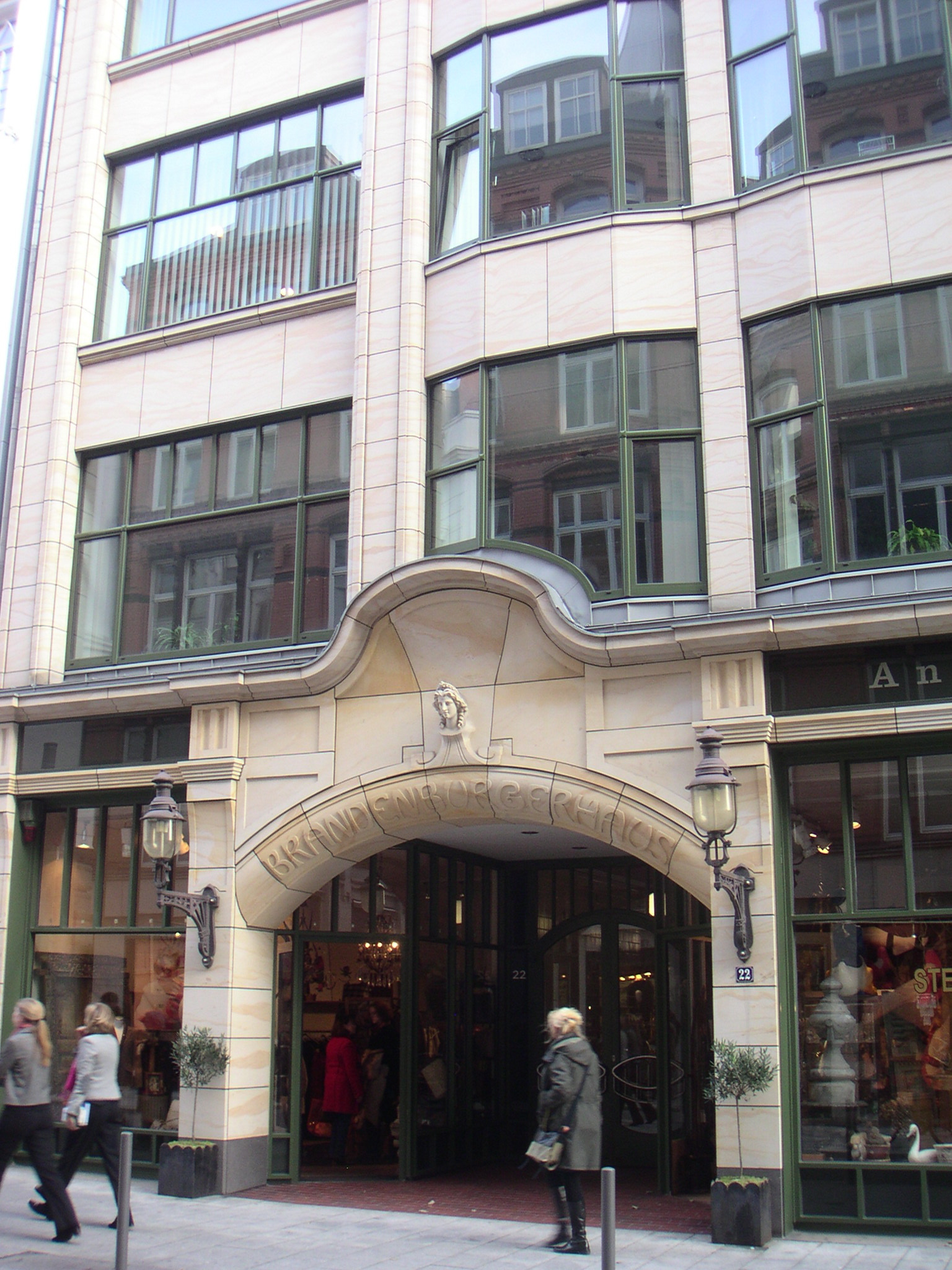
Hauptsitz der Kulturbehörde: Das „Brandenburgerhaus“

Die Behörde für Kultur und Medien (BKM) ist eine von elf Fachbehörden des Senats der Freien und Hansestadt Hamburg und zuständig für die Kultur- und Medienpolitik. Die Behörde hat ihren Sitz im sogenannten Brandenburgerhaus (oder Brandenburger Haus), einem alten Kontorhaus an den Hohen Bleichen 22 in der Hamburger Neustadt.
Präses der Behörde ist seit 1. Februar 2017 Carsten Brosda, Staatsrätin ist die frühere Justizsenatorin Jana Schiedek (beide SPD). Zudem wechselte das Amt Medien zum 1. April 2017 aus der Senatskanzlei wieder zurück in die Kulturbehörde.

## Behördengeschichte
Eine eigenständige Kulturbehörde existiert in Hamburg seit dem Ende des Zweiten Weltkriegs. In den 1970er Jahren bildeten das Kultur- und Wissenschaftsressort eine gemeinsame Behörde für Wissenschaft und Kunst, später umfasste die Kulturbehörde zeitweise auch den Bereich Sport (heute Teil der Innenbehörde). Der Medienbereich war zuletzt in der Senatskanzlei angesiedelt.

## Organisation
Die Behörde gliedert sich derzeit (2025) in vier Ämter:
- Amt B: Behördenmanagement (Haushalt, Beteiligungsverwaltung, Organisation, Personal, IT und Kulturimmobilien)

- Amt K: Kultur (Theater, Musik, Elbphilharmonie, Kunst, Kreativwirtschaft, Kulturelle Teilhabe, Museen, Bibliotheken, Erinnerungskultur, Deichtorhallen, Planetarium). Das Denkmalschutzamt ist dem Amt K als Abteilung eingegliedert.

- Amt M: Medien (Medienrecht, Rundfunk, Medien- und Digitalwirtschaft)

- Amt ST: Staatsarchiv

Zum Geschäftsbereich der Behörde gehört außerdem der Landesbetrieb Planetarium Hamburg.